# Episodi di Search Party (terza stagione)
La seconda stagione della serie televisiva Search Party, composta da 10 episodi, è stata trasmessa negli Stati Uniti d'America, da HBO Max, dal 25 giugno 2020.
In Italia, la stagione è inedita.
| nº | Titolo originale     | Titolo italiano | Prima TV USA   | Pubblicazione Italia |
| -- | -------------------- | --------------- | -------------- | -------------------- |
| 1  | The Accused Woman    |                 | 25 giugno 2020 |                      |
| 2  | The Rookie Lawyer    |                 | 25 giugno 2020 |                      |
| 3  | The Whistleblower    |                 | 25 giugno 2020 |                      |
| 4  | A Nation Affair      |                 | 25 giugno 2020 |                      |
| 5  | Public Appeal        |                 | 25 giugno 2020 |                      |
| 6  | In God We Trust      |                 | 25 giugno 2020 |                      |
| 7  | Rogue Witness        |                 | 25 giugno 2020 |                      |
| 8  | A Dangerous Union    |                 | 25 giugno 2020 |                      |
| 9  | Irrefutable Evidence |                 | 25 giugno 2020 |                      |
| 10 | The Reckoning        |                 | 25 giugno 2020 |                      |